# Pedagogía del oprimido
Pedagogía del oprimido es uno de los trabajos más conocidos del educador, pedagogo y filósofo brasileño Paulo Freire. El libro, de orientación marxista, propone una pedagogía con una nueva forma de relación entre educador/ educando y entre sujetos sociales. 
El libro está dedicado a "los oprimidos", y está basado en su propia experiencia como profesor para adultos analfabetos.
Freire adquirió una amplia experiencia en alfabetización de adultos en los primeros años de la década del 60. Fue encarcelado por la Dictadura militar que se inicia en Brasil en 1964. Exiliado a los pocos meses, se radicó en Chile donde trabajó en programas de educación de adultos impulsados desde el Instituto Chileno para la Reforma Agraria. En ese contexto, el de los años previos a la llegada a la presidencia de Salvador Allende, escribe Pedagogía del oprimido, publicado por primera vez en 1968.

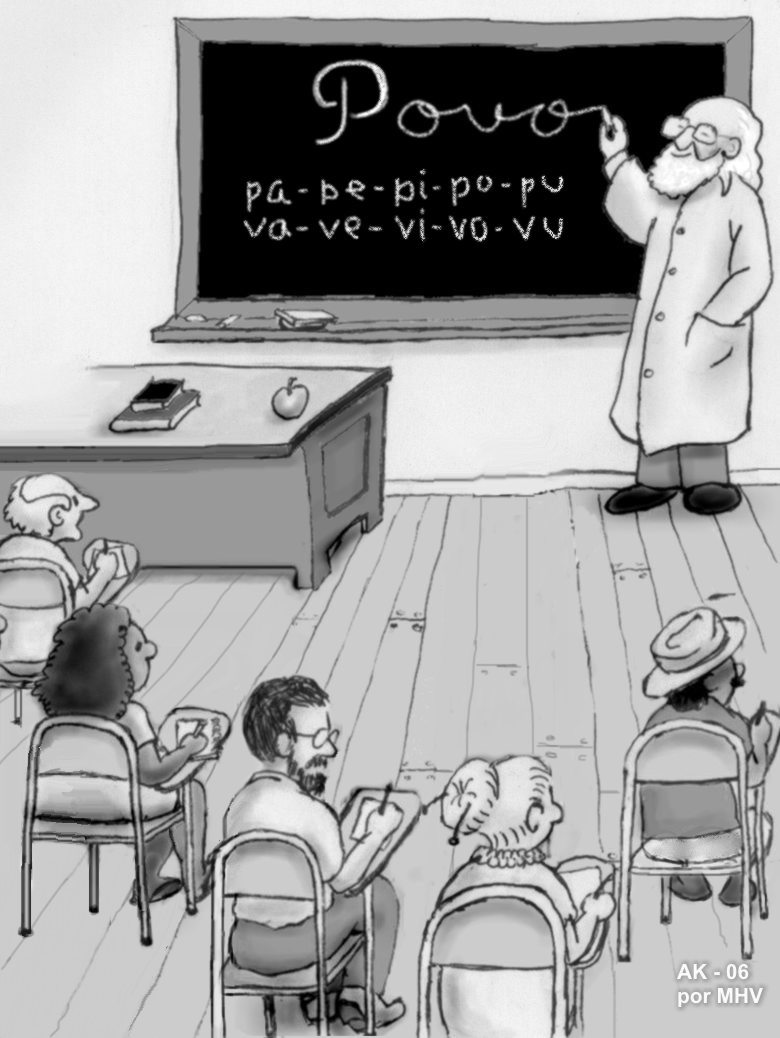
Método de Paulo Freire.

En él, Freire incluye un detallado análisis de clases marxista en su exploración de lo que él llama la relación entre "colonizador" y "colonizado." El libro sigue siendo popular entre los educadores del mundo entero y es uno de los fundamentos de la pedagogía crítica.

"A los desarrapados del mundo y a quienes, descubriéndose en ellos, con ellos sufren y con ellos luchan"

## La teoría de acción antidialógica
La teoría de acción antidialógica, centrada en la necesidad de conquista y en la acción de los dominadores, que prefieren dividir al pueblo, para mantenerlo oprimido; haciendo así que la invasión cultural y la manipulación de la información descalifiquen la identidad de los oprimidos. Después de la crítica, apela a la noción de unir para liberar, a través de la colaboración organizada que nos conduciría a la síntesis cultural, que considera al ser humano como el actor y el sujeto de su proceso histórico. A su vez, afirma también sobre la teoría antidialógica que apela a la invasión cultural camuflada, a la falsa admiración del mundo, y a las relaciones establecidas como naturales, como mitos superestructurales para mantener el statu y mantener a los oprimidos peleados entre sí, porque los divididos son fácilmente dirigidos y manipulados.

## La teoría antidialógica y sus características
"El miedo a la libertad, del que, necesariamente, no tiene conciencia quien lo padece, lo lleva a ver lo que no existe" Paulo Freire, Pedagogía del oprimido.
- Conquista: La necesidad de conquista se da desde las formas más duras y represivas (como la dominación militar y el fascismo) a las más sutiles como el paternalismo y la dominación económica.
- Dividir para mantener la opresión: Siempre que las minorías se mantengan divididas entre sí y subyugadas a las mayorías poblacionales, pueden ser manipuladas con mayor facilidad, reprimiendo sus movimientos con menos efectos adversos.
- Manipulación: a través de la manipulación las élites dominadoras van dominando a las masas populares] a conformarse a sus objetivos. Cuanto más se conformen las masas con los objetivos de la clase dominante, más podrá ésta mantener su poder.[5]
- Invasión cultural: la invasión cultural es la penetración de los invasores en el contexto cultural de los invadidos, imponiendo a estos sus valores y su visión del mundo, coartando su creatividad e inhibiendo su expansión y su expresión. Podemos citar como ejemplo de la invasión cultural estadounidense desde las cadenas de comidas rápidas (mediante valores culturales propios imponen ciertas dominaciones económicas), hasta la televisión y el cine como masas de comunicación. Estas propuestas son unilaterales, dado que se imponen como valores estandarizados que determinan cuestiones fundamentales, y no permiten la penetración de expresiones alternas.[6]

La teoría antidialógica es característica de las elites dominantes. Esto falsea el mundo para dominarlo mejor, mientras que lo dialógico intenta desvelar. El desvelamiento del mundo es una praxis verdadera, porque posibilita a las masas populares su adhesión. Ésta coincide con la confianza que ellas comienzan a dedicarse a sí mismas en la liberación.

## La teoría dialógica
Paulo Freire enfatiza que se debe trabajar en la teoría dialógica, contraria a la manipulación de las clases menos favorecidas por la "cultura" a través de los medios de comunicación. La población en sí precisa ser conducida al diálogo, que es el principal canal de liberación de la injusticia y la opresión presente. Freire postula que, como la división (a partir del no-diálogo) es una de las principales herramientas para la dominación, el diálogo resultará en la principal arma para la unión, la organización para derrotar a la opresión cultural.
Una acción cultural debe ser de una de estas dos formas: o ayudar a la opresión consciente o inconscientemente por parte de sus agentes, o estar al servicio de la liberación. La educación, como actor cultural, es extremadamente importante, y puede reafirmar los lazos de opresión o los de liberación.
La teoría dialógica es posible desarrollarla en la medida en que se tenga fe, confianza y esperanza en el pueblo, para un verdadero diálogo, sin imposición del educador, donde ambos compartan y se expresen libremente, para la superación de las diferencias de luchas de clases y lograr una acción liberadora.
Freire considera que el pueblo sólo puede ser sujeto de su desenajenación si trabaja, en conjunto con el maestro, con el objetivo de apropiarse de la cultura dominante a fin de liberarse de ella. Así, Freire no espera la emergencia pura de lo popular, sino una vinculación dialógica entre culturas. Fueron el sincretismo y las prácticas de negociación culturales de la sociedad brasileña las que inspiraron a Freire a creer en el diálogo como un acto de profunda comunión.

## Una pedagogía de la liberación
Paulo Freire destaca que los educadores deben asumir una postura revolucionaria, pasando a concientizar a las personas de la ideología opresora, teniendo como compromiso la liberación de las clases oprimidas. El pueblo y sus líderes deben aprender a actuar en conjunto, buscando instaurar la transformación de la realidad que los mediatiza. El autor también enfoca que, así como el opresor precisa de una teoría para mantener la acción dominadora, los oprimidos igualmente precisan de una teoría para alcanzar a libertad. Libertad entendida como una conquista, pero también como aquella construcción a la que el  educando está desafiado. Desafío que se  completa entendiendo que la propuesta político-pedagógica que se decida debe responder a una praxis reflexiva y crítica que permita el análisis liberador sobre la toma de posicionamiento frente a la injusticia social.
El libro Pedagogía del oprimido fue publicado en español en 1970; es importante tener en cuenta la temporalidad porque hay que leerlo entendiendo el contexto del momento histórico. Otras acciones posibles de  sus lectores contemporáneos es la búsqueda de aquellas rupturas y continuidades que ha tenido el planteamiento expresado por Freire en el presente. El posicionamiento de Freire, su mirada de la educación como la posibilidad de edificar a partir de ella un mundo distinto, le permitió ser el Secretario de Educación en Brasil desde el 1989 hasta el 1991.
El método utilizado y creado por Freire es: la problematización.  Se distancia de su mundo, lo decodifica críticamente, en su conciencia, así se redescubre como sujeto que vive su propia experiencia. Con el fin de problematizar, desarrolla un método de alfabetización donde trabaja con la elección de palabras generadoras para aprender a leer y escribir. Este método aboga por un sujeto que ocupe un lugar activo en la transformación de su realidad social.
En tal sentido Philippe Meirieu interpela a los docentes a transmitir saberes emancipadores cuando dice: "ese saber escolar no corresponde a nada deseable, porque hay que reabrir el camino del saber dándole al saber de éstos jóvenes un camino emancipador. Deben entender que no es en la transgresión social como se van a emancipar, sino a través de una transgresión mucho mayor: la transgresión de la inteligencia contra los prejuicios."
Para comprender el sentido y la actualidad de la propuesta de Paulo Freire resulta útil compararla con las ideas y la prédica de otra postura crítica de la educación dominante: la corriente encabezada por el sacerdote tercermundista Iván Illich, quien dirigía el Centro Intercultural de Documentación (CIDOC), una institución de la orden de los jesuitas, que tuvo un papel notable entre la intelectualidad mexicana y latinoamericana de los años 60 y 70 en México. Entre otras acciones de vanguardia, los sacerdotes jesuitas del CIDOC se psicoanalizaron, provocando la sanción de varios de ellos en el ámbito eclesiástico.

## Educación bancaria

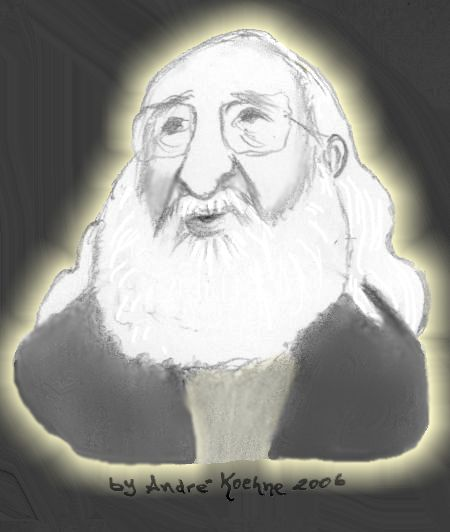
Caricatura de Paula Freire realizada por André Koehne

En la educación, Freire nota un modelo de opresión estandarizado y naturalizado en la relación verticalista entre un "ignorante absoluto", el educando, y un "sabio absoluto", el educador, que deposita datos dentro de la cabeza de su estudiante, sin considerar absolutamente nada de la relación establecida y manteniendo naturalizados los conceptos de sumisión. A este modelo educativo Freire lo denomina educación bancaria. Ante esto, él propone su propio método: dialógico horizontal, en el cual el estudiante se reconoce a sí mismo y aprende del educador, pero el educador también aprende del estudiante y reconoce su propia humanidad.
La educación de dialogicidad que propone Freire no se refiere únicamente al hecho de que el educando tenga la oportunidad de conversar con el educador, sino que en el proceso de formación debe existir una relación dialéctica entre la teoría, la realidad y la práctica, ya que es la única y verdadera forma en la que el educando puede ser capaz de aprender, reaprender, destruir y reconstruir su propio conocimiento y entendimiento respecto de la realidad en la que se encuentra inmerso.

## El concepto de dialéctica en Paulo Freire
El concepto de dialéctica está presente en el pensamiento y en la acción de Paulo Freire. Uno de los objetivos de Pedagogía del oprimido, es superar las contradicciones existentes entre opresores y oprimidos, para esto se reconoce necesaria la confrontación entre contrarios, es decir la lucha, el conflicto de los oprimidos para liberarse de los opresores.

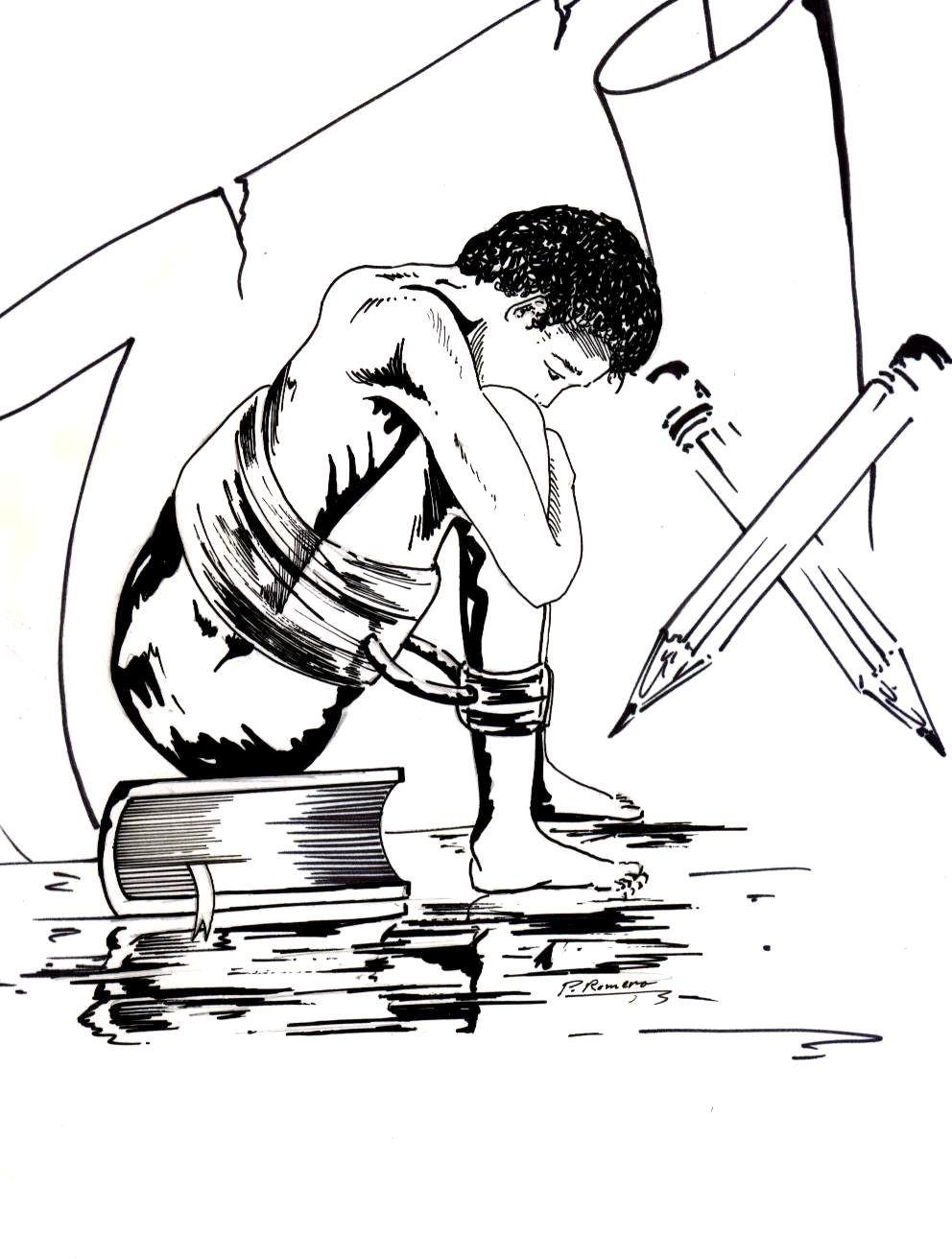

Encontramos otro ejemplo de su pensamiento dialéctico en el concepto de síntesis cultural. Como respuesta a las contradicciones entre la cultura de los oprimidos, y la cultura del educador progresista, Freire afirma: "la síntesis cultural no niega las diferencias que existen entre una y otra visión sino, por el contrario, se sustenta en ellas. Lo que sí niega es la invasión de una por la otra. Lo que afirma es el aporte indiscutible que da una a la otra".
Ante las posturas mecanicistas sobre la educación, que por un lado consideran a la escuela como la solución a todos los problemas, y por el otro ven a la escuela y a la educación completamente sometidas al contexto de la sociedad global, nos dice el autor: “Ambas concepciones de la historia y de los seres humanos terminan por negar definitivamente el papel de la educación: la primera porque atribuye a la educación un poder que no tiene; la segunda porque le niega todo poder”. En este ejemplo podemos notar que, para Freire, la relación entre condiciones concretas de la realidad y la posibilidad de los sujetos de cambiar esas condiciones concretas es una relación de limitación, mas no de determinación.